# The Burning Halo
The Burning Halo — музична збірка гурту Draconian, випущена лейблом Napalm Records 29 вересня 2006 року (10 жовтня 2006 р. у США). Складається із трьох оригінальних пісень (треки 1-3), трьох перероблених демо-композицій із демо-альбому The Closed Eyes of Paradise (треки 4-6), а також — двох каверів на пісні 1970-х (треки 7 та 8).

## Список треків
| #     | Назва                                                     | Тривалість |
| ----- | --------------------------------------------------------- | ---------- |
| 1.    | «She Dies»                                                | 7:28       |
| 2.    | «Through Infectious Waters (A Sickness Elegy)»            | 8:04       |
| 3.    | «The Dying»                                               | 9:48       |
| 4.    | «Serenade of Sorrow»                                      | 5:00       |
| 5.    | «The Morningstar»                                         | 8:01       |
| 6.    | «The Gothic Embrace»                                      | 8:34       |
| 7.    | «On Sunday They Will Kill the World (кавер на Ekseption)» | 4:12       |
| 8.    | «Forever My Queen (кавер на Pentagram)»                   | 2:49       |
| 54:02 |                                                           |            |

## Учасники
- Ліза Юганссон — жіночий вокал
- Андерс Якобссон — чоловічий вокал
- Йохан Еріксон — соло-гітара, бек-вокал
- Даніель Арвідссон — ритм-гітара
- Андреас Карлссон — синтезатор, програмування
- Фредрік Юганссон — Баси
- Джеррі Торстенсон — ударні, перкусія

## Продукція
- Випуск — Йохан Еріксон та Андреас Карлссон
- Мікшування та обробка — Андерс Бергстром та Draconian
- Мастеринг — Peter In de Betou